# Ust-Ilimsk
Ust-Ilimsk (del ruso: Усть-Илимск) es una ciudad del óblast de Irkutsk, en Rusia. Está situada en Siberia, a orillas del río Angará, a 650 km de Irkutsk. Su población alcanzaba los 96.311 habitantes en 2010. 

## Historia
Se construyó una primera fortaleza de madera (ostrog) en el emplazamiento de actual Ust-Ilimsk en la década de 1660. Sin embargo, la ciudad moderna no sería fundad hasta 1966, en la época en que se construyó la presa sobre el Angará y la central hidroeléctrica que forma el embalse de Ust-Ilimsk. La ciudad significa, "boca del Ilim". La ciudad fue fundada como residencia para los trabajadores de la obra del embalse. Durante los trabajos, la antigua fortaleza fue trasladada al museo al aire libre de Taltsy.
El 27 de diciembre de 1973, el asentamiento de tipo urbano de Ust-Ilimsk accedió al estatus de ciudad. La construcción de la central finalizó en 1980.

## Imágenes y mapas

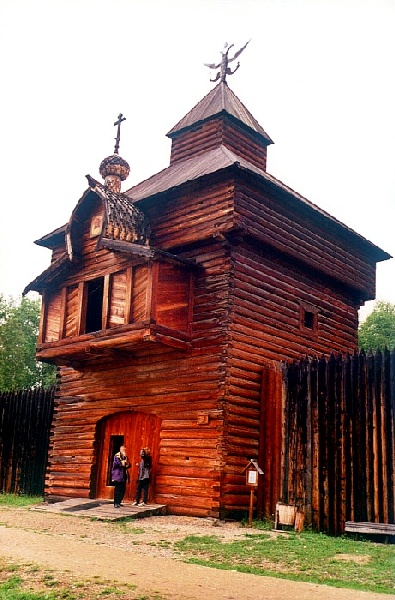
Torre del ostrog de Ilimsk, en el museo Taltsy, cerca de Irkutsk
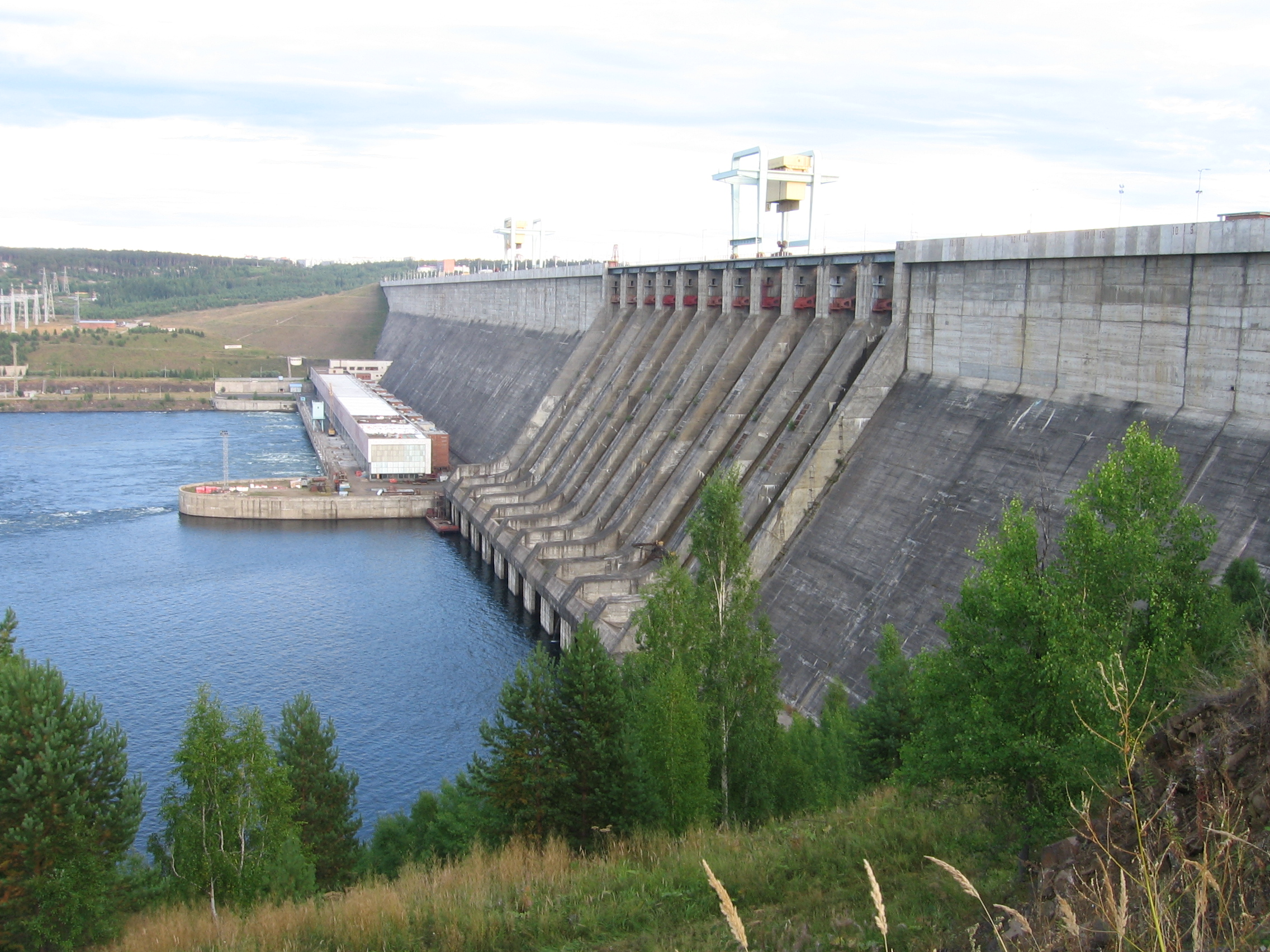
La central hidroeléctrica de Ust-Ilimsk
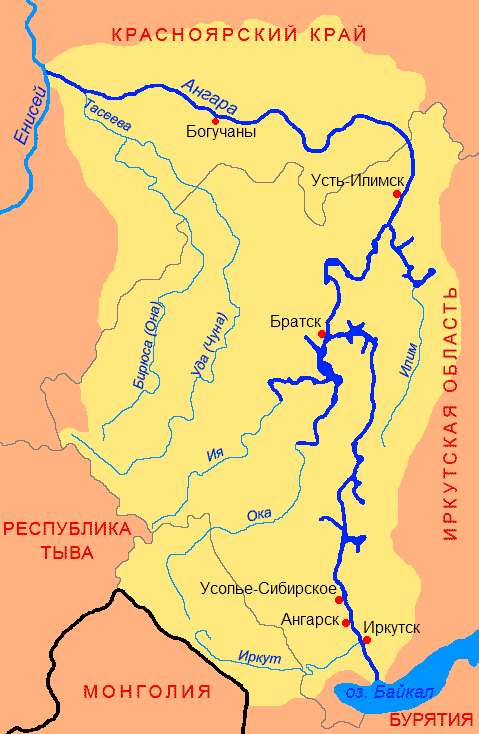
Mapa en ruso del río Angará en el que sale, a la orilla izq. de su curso medio, Ust-Ilimsk (Усть-Илимск)

## Demografía
| 1959 | 1970   | 1979   | 1989    | 2002    | 2008   |
| ---- | ------ | ------ | ------- | ------- | ------ |
| 500  | 21 300 | 68 600 | 110 335 | 100 592 | 97 978 |

## Economía y transporte
La central hidroeléctrica de Ust-Ilimsk en el Angará, de una potencia de 4300 MV, entró en funcionamiento en 1975. Explotada por Irkutskenergo, produce más de 20 millones de kWh de electricidad por año y alimenta a industrias electroquímicas y electrometalúrgicas.
El Grupo Ilim (Группа Илим), principal empresa rusa en el negocio de la madera y del papel, explota en Ust-Ilimsk una fábrica de pasta de papel con una capacidad de 600.000 toneladas por año así como una importante unidad de tratamiento de madera (más de 1.000.000 de metros cúbicos de leña bruta, que son convertidos en 400.000 metros cúbicos de madera de construcción y 6.900 metros cúbicos de productos de madera transformados cada año.
La localidad está conectada con otras regiones mediante una carretera que la une a Bratsk y una vía de ferrocarril que le une al ferrocarril Baikal-Amur por Jrebetovka. El Aeropuerto regional de Ust-Ilimsk fue cerrado en  2001 debido a la insuficiente rentabilidad. La ciudad está dotada de un servicio de tranvías.

## Deportes
El Lesojimik juega en la Primera División de la liga rusa de bandy.